# Jalboi River
Jalboi River är ett vattendrag i Australien. Det ligger i territoriet Northern Territory, omkring 450 kilometer sydost om territoriets huvudstad Darwin.
Omgivningarna runt Jalboi River är huvudsakligen savann. Trakten runt Jalboi River är nära nog obefolkad, med mindre än två invånare per kvadratkilometer. Genomsnittlig årsnederbörd är 927 millimeter. Den regnigaste månaden är januari, med i genomsnitt 206 mm nederbörd, och den torraste är augusti, med 1 mm nederbörd.